# Schizorhynchoides
Schizorhynchoides är ett släkte av plattmaskar. Schizorhynchoides ingår i familjen Schizorhynchidae.
Släktet innehåller bara arten Schizorhynchoides rarus.